# Burg Krempelstein
Die Burg Krempelstein, auch Krämpelstein, Schneiderburg oder Schneiderschlössl genannt, ist eine Felsenburg auf einem Felsvorsprung hoch über der rechten Seite der Donau im Ortsteil Pyrawang der Gemeinde Esternberg in Oberösterreich.
|  | Die Namen Schneiderburg bzw. Schneiderschlössl gehen auf die Sage über einen Schneider zurück, der angeblich mit seiner Ziege in der Burg lebte und beim Versuch, die tote Ziege in der Donau zu bestatten, mit ihr in den Tod stürzte. August Graf von Platen und Johann Nepomuk Vogl schrieben hierüber Gedichte. Auch das Wappen der Gemeinde Esternberg ist davon hergeleitet. |

## Geschichte
Die Burg, die erstmals 1337 erwähnt wird, unterstand ab 1370 Ministerialen des Bischofs von Passau und kam 1782 mit dem Innviertel zu Österreich. Die Burg diente als Mautstation und später als Ruhesitz der Passauer Bischöfe. Als Burghüter wechselten sich Jans Thymayer (1370–1380), die Raspen (1406–1421) und Ulrich Kastenmayer (1421–1424) ab. Als Pfleger werden Hans Zenger (1424), Heinrich Hevraus (1473), Georg Perneck (1495) und Burghart von Messenbeck (1505–1510) genannt. Ab 1601 wurde Krämpelstein von Burg Vichtenstein aus verwaltet. Das bemerkenswerteste Ereignis ist der zwangsweise Aufenthalt des Prälaten und Passauer Dompropstes Rupert von Moosheim, der hier wegen seiner reformatorischen Ansichten als Ketzer festgehalten wurde und nach fünfjähriger Gefangenschaft 1545 starb. Lange Zeit vernachlässigt, erwarben die Burg 1865 die Grafen von Pachta. 1937 pachtete sie Eduard Munninger, baute sie 1938 bis 1942 aus und richtete darin eine Pension und Künstlerherberge ein. Bis 1965 diente die Burg als Treffpunkt für Munningers pansophische Organisation AORRAC. Nach einem Brand 1984 wurde die Burg komplett renoviert. Heute ist sie für Touristen und Einheimische nicht mehr zugänglich. Die Burg befindet sich in Privatbesitz. 

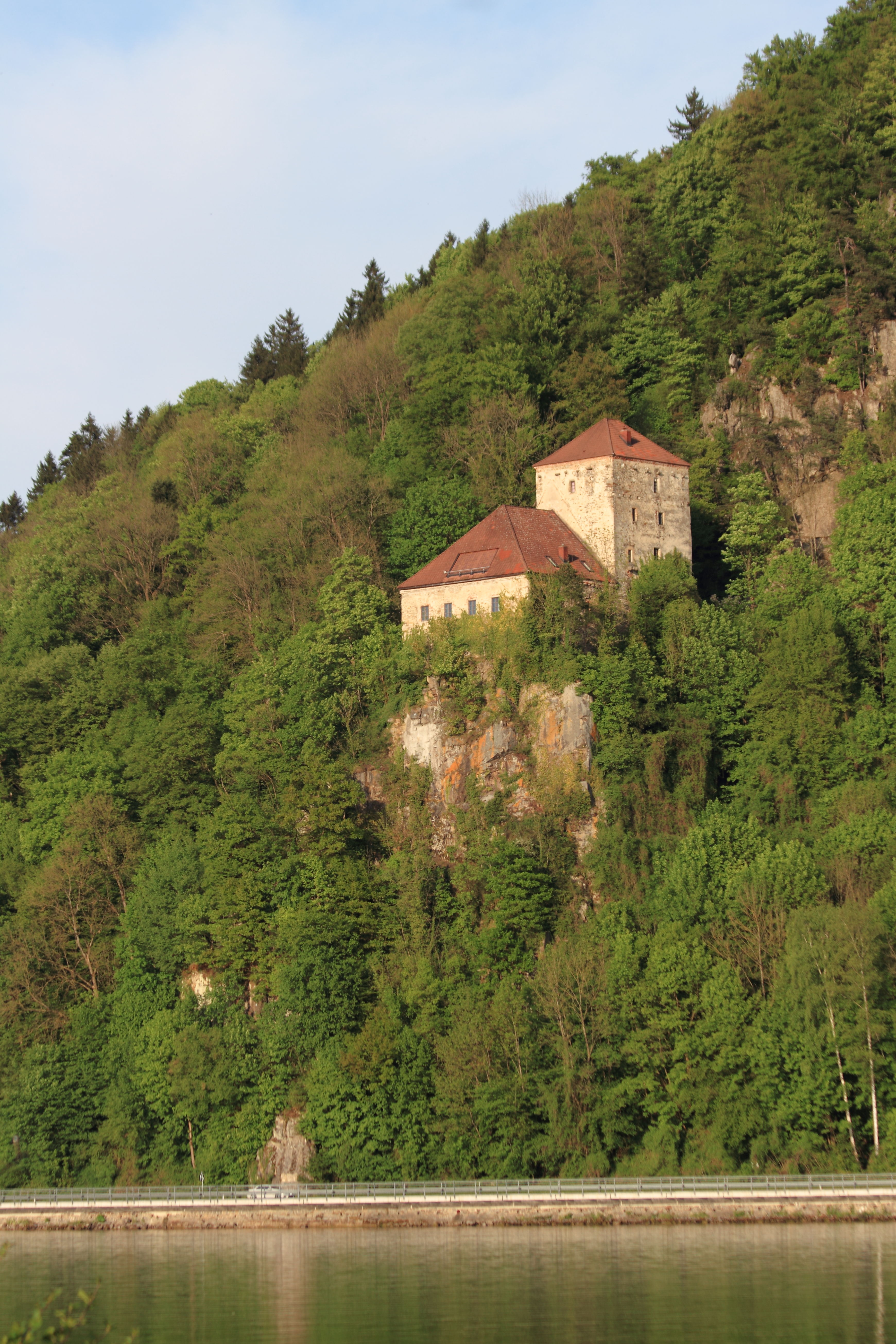
Gesamtlage der Burg oberhalb der Donau
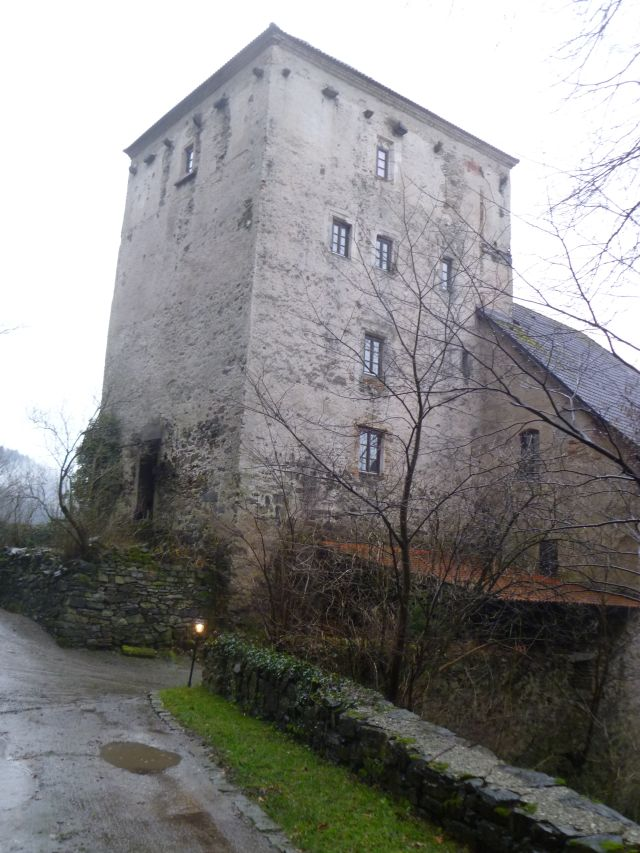
Palas von der Bergseite
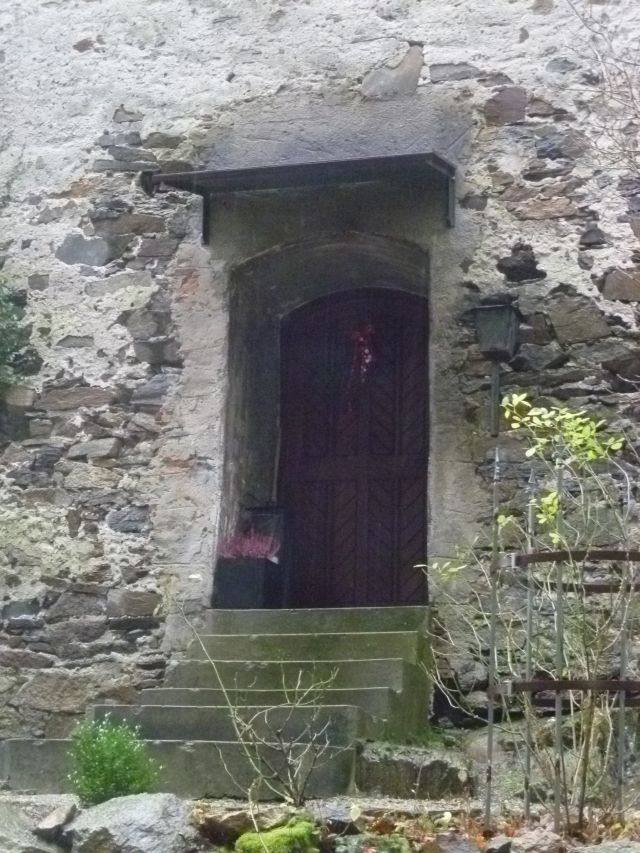
Eingangstor zum Palas
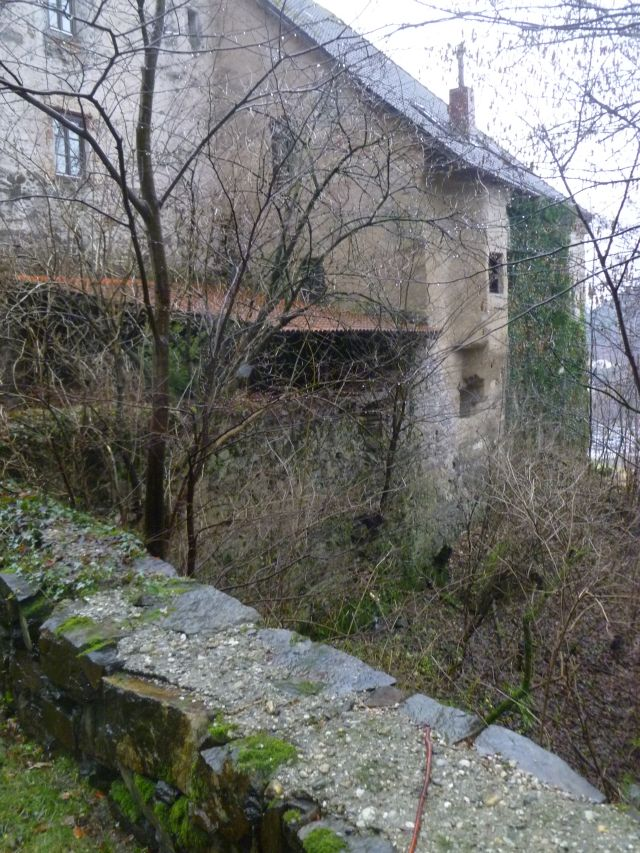
Blick auf den Wohnturm
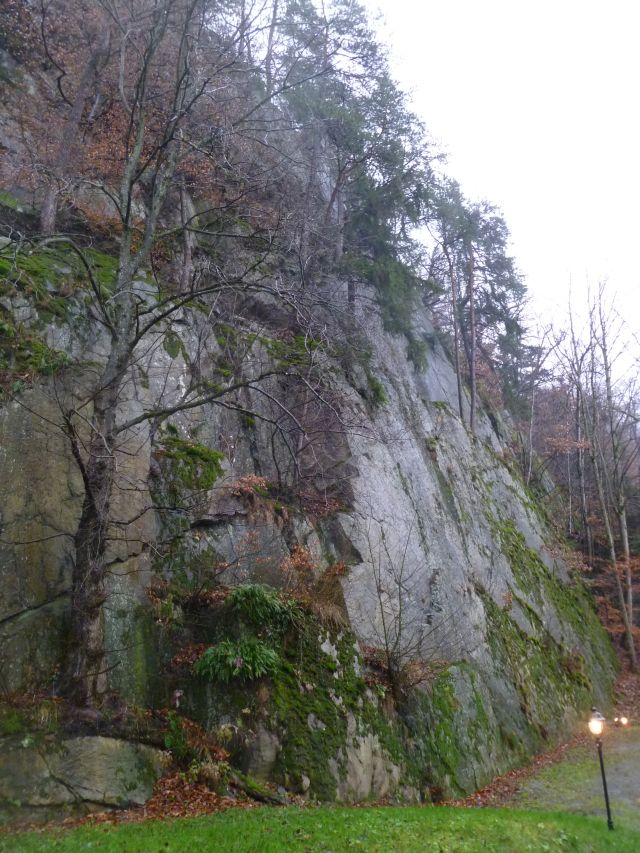
Hangseitige Felswand

## Anlage
Es wird vermutet, dass sich an der Stelle der Burg früher ein römischer Wachposten befand, auf dessen Grundmauern der Turm aufgebaut ist. Funde von römischen Münzen aus der Zeit zwischen 284 und 306 nach Christus (Diokletian und Maximilianus) von 1845 scheinen dies zu bestätigen. Das im 14. Jahrhundert erbaute Gebäude besteht aus einem Wohnturm mit angebautem Palas. Der Turm hat eine Grundfläche von 9,5 × 11 Meter, der Anbau misst 15 × 15 Meter. Der Palas wurde später als der Turm erbaut, was durch den im ersten Stock des Palas in den Turm führenden Eingang erkennbar ist. An der rechten Seite des Palas befindet sich ein (heute modernisierter) Abtritterker. Oberhalb des Einganges befindet sich eine kleine Burgkapelle. An der Unterseite des Turmes sind Kragsteine zu erkennen, d. h. der Turm konnte im Kriegsfall durch einen hölzernen Wehrgang verteidigungsfähig gemacht werden. Auch das Dach war früher entfernbar. Die ursprünglich vorhandenen Schutzmauern sind nicht mehr vorhanden, zogen sich aber vom Turm bis zur aufragenden Felswand. Der Platz vor dem Turm ist aufgeschüttet, darunter scheinen sich Stallgewölbungen zu befinden, wie durch die Lichtschlitze in der Wand erkennbar ist.
Fährt man auf der Straße am Donauufer von Passau in Richtung Engelhartszell, dann zweigt etwa 1 km vor Pyrawang rechts eine kleine Straße bergaufwärts ab, die dann in einen Forstweg endet. Folgt man diesem Weg, so stößt man auf die Burg. An sich ist diese auch mit dem Auto erreichbar, doch ist das nicht gestattet.

## Sonstiges
Ein Motorschiff mit 400 PS Leistung und Unwuchtanlage, 1955 eingesetzt als Eisbrecher in der Donau im Staubereich beim Kraftwerk Jochenstein, hieß Krämpelstein.